# 向滈
向滈（也被误传为向镐），字丰之，号乐斋，开封（今属河南）人。南宋词人。曾任萍乡县令。代表作有《如梦令·谁伴明窗独坐》等，收录于《乐斋词》。